# (1873) Agénor
(1873) Agénor es un asteroide perteneciente a los asteroides troyanos de Júpiter descubierto por Ingrid van Houten-Groeneveld, Cornelis Johannes van Houten y Tom Gehrels el 25 de marzo de 1971 desde el observatorio del Monte Palomar, Estados Unidos.

## Designación y nombre
Agénor fue designado al principio como 1971 FH.
Más tarde se nombró por Agénor, un personaje de la mitología griega.

## Características orbitales
Agénor orbita a una distancia media de 5,239 ua del Sol, pudiendo acercarse hasta 4,759 ua y alejarse hasta 5,72 ua. Tiene una inclinación orbital de 21,88° y una excentricidad de 0,0917. Emplea en completar una órbita alrededor del Sol 4381 días.